# NuBox
Das Ensemble nuBox wurde 1984 als Blue Box von Alois Kott gegründet. Zusammen mit Reiner Winterschladen und Peter Eisold schafften sie ihren Durchbruch auf dem JazzFest Berlin im Jahre 1985. Ihr Debütalbum Sweet Machine erhielt den Preis der deutschen Schallplattenkritik und verhalf ihnen zu einer internationalen Karriere mit über 400 Konzerten in Europa und Asien, unter anderem 1988 auf einer zweimonatigen Tournee 1988 im Auftrag des Goethe-Instituts. Neben einer zweiten Einladung zum JazzFest Berlin im Jahr 2005 spielte nuBox auch auf den Jazzfestivals in Frankfurt, Montreux, Istanbul, Salzburg, Breslau, Thessaloniki, Zagreb, Skopje, sowie dem Java Jazz Festival Jakarta und dem Jazz Yatra in Delhi und  Bombay.
Nach zehnjähriger Aufnahmepause fanden die drei Mitglieder 2004 unter dem Namen nuBox wieder zusammen. DJ Illvibe alias Vincent von Schlippenbach ist des Öfteren der vierte Mann bei ihren Live-Auftritten.

## Diskografie
- Limbic System Files, 2008 (19_ENJA)
- Next Twist, 2007 (19_ENJA)
- Sonic Screen, 2004 (19_ENJA)
- 10, 1994 (tiptoe_ENJA)
- Time We Sign, 1992 (tiptoe_ENJA)
- Captured Dance Floor, 1989 (tiptoe_ENJA)
- Stambul Boogie, 1986 (ENJA)
- Sweet Machine, 1985 (ENJA)